# Finale Coppa Italia 2018
De finale van de Coppa Italia van het seizoen 2017/18 werd op woensdag 9 mei 2018 gespeeld in het Stadio Olimpico in Rome. Titelverdediger Juventus FC won met 4–0 van AC Milan.

## Finale

### Voorgeschiedenis
Het was de vijfde keer dat Juventus en Milan elkaar troffen in de Italiaanse bekerfinale. De eerste keer dat beide teams tegenover elkaar stonden in de bekerfinale was in 1942. Juventus won toen over twee wedstrijden van de Milanezen. De laatste keer was in 2016. Juventus won toen na verlengingen met 0–1 dankzij een goal van Álvaro Morata. Milan had nog maar één keer een finale kunnen winnen van de Turijners; in 1973 won het Milan van succescoach Nereo Rocco na strafschoppen. Precies 30 jaar later had Milan ook in de finale van de UEFA Champions League na strafschoppen gewonnen van Juventus.
Juventus kon de Coppa Italia voor de vierde keer op rij winnen. De Noord-Italiaanse club was ook recordhouder met twaalf bekers.

### Wedstrijd
|                                              |                                               |       |          |                                                                           |
| 9 mei 2018 21:00 (UTC+2) Finale Coppa Italia | Juventus                                      | 4 – 0 | AC Milan | Stadio Olimpico, Rome Toeschouwers: 65.000 Scheidsrechter: Antonio Damato |
| 9 mei 2018 21:00 (UTC+2) Finale Coppa Italia | Benatia 56', 64' Costa 61' Kalinić 76' (e.d.) |       |          | Stadio Olimpico, Rome Toeschouwers: 65.000 Scheidsrechter: Antonio Damato |

| Juventus | Milan |

| Juventus:            |    |                       |         |
|                      |    |                       |         |
| GK                   | 1  | Gianluigi Buffon      |         |
| RB                   | 7  | Juan Cuadrado         |         |
| CB                   | 15 | Andrea Barzagli       |         |
| CB                   | 4  | Mehdi Benatia         |         |
| LB                   | 22 | Kwadwo Asamoah        |         |
| CM                   | 6  | Sami Khedira          |         |
| CM                   | 5  | Miralem Pjanić        | 87'     |
| CM                   | 14 | Blaise Matuidi        |         |
| RW                   | 10 | Paulo Dybala          | 83'     |
| CF                   | 17 | Mario Mandžukić       |         |
| LW                   | 11 | Douglas Costa         | 61' 73' |
| Wisselspelers:       |    |                       |         |
| MF                   | 33 | Federico Bernardeschi | 73'     |
| FW                   | 18 | Gonzalo Higuaín       | 83'     |
| MF                   | 18 | Claudio Marchisio     | 87'     |
| Coach:               |    |                       |         |
| Massimiliano Allegri |    |                       |         |

| AC Milan:       |    |                      |     |
|                 |    |                      |     |
| GK              | 99 | Gianluigi Donnarumma |     |
| RB              | 2  | Davide Calabria      | 73' |
| CB              | 19 | Leonardo Bonucci     |     |
| CB              | 13 | Alessio Romagnoli    |     |
| LB              | 68 | Ricardo Rodríguez    |     |
| CM              | 79 | Franck Kessié        |     |
| CM              | 73 | Manuel Locatelli     | 80' |
| CM              | 5  | Giacomo Bonaventura  |     |
| RW              | 8  | Suso                 | 68' |
| CF              | 63 | Patrick Cutrone      | 62' |
| LW              | 10 | Hakan Çalhanoğlu     |     |
| Wisselspelers:  |    |                      |     |
| FW              | 7  | Nikola Kalinić       | 62' |
| FW              | 11 | Fabio Borini         | 68' |
| MF              | 18 | Riccardo Montolivo   | 80' |
| Coach:          |    |                      |     |
| Gennaro Gattuso |    |                      |     |

1922 ·
1923–1935 ·
1936 ·
1937 ·
1938 ·
1939 ·
1939 ·
1939 ·
1939 ·
1939 ·
1944–1957 ·
1958 ·
1959 ·
1960 ·
1961 ·
1962 ·
1963 ·
1964 ·
1965 ·
1966 ·
1967 ·
1968 ·
1969 ·
1970 ·
1971 ·
1972 ·
1973 ·
1974 ·
1975 ·
1976 ·
1977 ·
1978 ·
1979 ·
1980 ·
1981 ·
1982 ·
1983 ·
1984 ·
1985 ·
1986 ·
1987 ·
1988 ·
1989 ·
1990 ·
1991 ·
1992 ·
1993 ·
1994 ·
1995 ·
1996 ·
1997 ·
1998 ·
1999 ·
2000 ·
2001 ·
2002 ·
2003 ·
2004 ·
2005 ·
2006 ·
2007 ·
2008 ·
2009 ·
2010 ·
2011 ·
2012 ·
2013 ·
2014 ·
2015 ·
2016 ·
2017 ·
2018 ·
2019 ·
2020 .
2021 .
2022 .
2023 .
2024 .